# Sioux County, North Dakota
Sioux County är ett administrativt område i delstaten North Dakota, USA, med 4 153 invånare. Den administrativa huvudorten (county seat) är Fort Yates. 

## Geografi
Enligt United States Census Bureau så har countyt en total area på 2 922 km². 2 834 km² av den arean är land och 89 km² är vatten. 

### Angränsande countyn
- Morton County - nord
- Emmons County - öst
- Corson County, South Dakota - syd
- Adams County - väst
- Grant County - nordväst